# Хафизов, Ринат Касимович
Рина́т Каси́мович Хафи́зов (24 августа 1961, Октябрьский, СССР — 1996) — советский спортсмен, чемпион Европы по спортивной акробатике.

## Биография
Заниматься спортом начал в Октябрьском, воспитанник тренера Александра Громова. Позднее переехал в Тольятти, тренировался у Виталия Гройсмана.
Трагически погиб. В память о спортсмене его тренером, Александром Громовым, в Октябрьском были организованы соревнования, которые быстро стали популярными, и приобрели статус всероссийского квалификационного турнира.

## Достижения
Мастер спорта СССР международного класса по спортивной акробатике.
В августе 1981 года тольяттинская мужская четвёрка в составе Гусев — Макаров — Шохин — Хафизов выиграла чемпионат СССР в Тбилиси и завоевала право выступить на кубке мира, проходившем в Швейцарии, где стала второй в многоборье и первой в обоих упражнениях.
В 1982 году стал чемпионом РСФСР.
Неоднократный победитель и призёр чемпионата СССР.
В 1985 году вместе с А. Зеленко, Н. Гусевым и С. Сафаниевым выступал на чемпионате Европы в немецком Аугсбурге, где тольяттинская четвёрка стала чемпионами в отдельных упражнениях и серебряными призёрами в многоборье.